# Supercopa Sudamericana 1992
Navigation
Édition précédente Édition suivante
La Supercopa Sudamericana 1992 voit le sacre du tenant du titre, le club brésilien de Cruzeiro qui bat les Argentins du Racing Club de Avellaneda en finale, lors de cette cinquième édition de la Supercopa Sudamericana, une compétition disputée par tous les anciens vainqueurs de la Copa Libertadores. Toutes les rencontres sont disputées en matchs aller et retour et la règle des buts marqués à l'extérieur n'est pas appliquée. 
Le club de Belo Horizonte devient la première formation à remporter deux fois la Supercopa Sudamericana et a fortiori deux fois consécutives. C'est également la troisième finale de Cruzeiro en cinq éditions. Quant au Racing, il atteint pour la deuxième fois la finale de l'épreuve après son succès lors de l'édition inaugurale. 
Un nouveau record de participants est battu avec la réintégration de l'Atlético Nacional, forfait depuis deux saisons à la suite de l'interdiction émise par la CONMEBOL de disputer des rencontres sur le sol colombien pour des raisons de sécurité. Un seizième club fait son apparition; il s'agit du club brésilien de São Paulo FC, vainqueur de la Copa Libertadores 1992.

## Équipes engagées
- Peñarol - Vainqueur en 1960, 1961, 1966, 1982 et 1987
- Santos FC - Vainqueur en 1962 et 1963
- CA Independiente - Vainqueur en 1964, 1965, 1972, 1973, 1974, 1975 et 1984
- Racing Club de Avellaneda - Vainqueur en 1967
- Estudiantes de La Plata - Vainqueur en 1968, 1969 et 1970
- Club Nacional de Football - Vainqueur en 1971, 1980 et 1988
- Cruzeiro EC - Vainqueur en 1976
- CA Boca Juniors - Vainqueur en 1977 et 1978
- Club Olimpia - Vainqueur en 1979 et 1990
- CR Flamengo - Vainqueur en 1981
- Grêmio Porto Alegre - Vainqueur en 1983
- Argentinos Juniors - Vainqueur en 1985
- CA River Plate - Vainqueur en 1986
- Atlético Nacional - Vainqueur en 1989
- Colo Colo - Vainqueur en 1991
- São Paulo FC - Vainqueur en 1992

## Premier tour
| Équipe 1                  | Résultat      | Équipe 2                  | Aller | Retour |
| ------------------------- | ------------- | ------------------------- | ----- | ------ |
| Boca Juniors              | 2 - 2 3-4 tab | Estudiantes de La Plata   | 2 - 1 | 0 - 1  |
| Santos FC                 | 2 - 5         | São Paulo FC              | 1 - 1 | 1 - 4  |
| Colo Colo                 | 1 - 1 2-3 tab | Club Olimpia              | 1 - 0 | 0 - 1  |
| Argentinos Juniors        | 1 - 5         | CA River Plate            | 1 - 2 | 0 - 3  |
| Peñarol                   | 2 - 3         | Club Nacional de Football | 2 - 2 | 0 - 1  |
| Racing Club de Avellaneda | 2 - 1         | CA Independiente          | 2 - 1 | 0 - 0  |
| Grêmio Porto Alegre       | 1 - 2         | CR Flamengo               | 1 - 1 | 0 - 1  |
| Atlético Nacional         | 1 - 9         | Cruzeiro EC'T'            | 1 - 1 | 0 - 8  |

## Quarts de finale
| Équipe 1                  | Résultat      | Équipe 2                          | Aller | Retour |
| ------------------------- | ------------- | --------------------------------- | ----- | ------ |
| CR Flamengo               | 2 - 1         | Estudiantes de La Plata           | 1 - 0 | 1 - 1  |
| Racing Club de Avellaneda | -             | Club Nacional de Football forfait | -     | -      |
| 'Cruzeiro EC'T            | 2 - 2 5-4 tab | CA River Plate                    | 2 - 0 | 0 - 2  |
| São Paulo FC              | 1 - 4         | Club Olimpia                      | 1 - 2 | 0 - 2  |

## Demi-finales
| Équipe 1     | Résultat | Équipe 2                  | Aller | Retour |
| ------------ | -------- | ------------------------- | ----- | ------ |
| CR Flamengo  | 3 - 4    | Racing Club de Avellaneda | 3 - 3 | 0 - 1  |
| Club Olimpia | 2 - 3    | Cruzeiro EC'T'            | 0 - 1 | 2 - 2  |

## Finale
- Matchs disputés les 18 et 25 novembre 1992.

| Équipe 1    | Résultat | Équipe 2                  | Aller | Retour |
| ----------- | -------- | ------------------------- | ----- | ------ |
| Cruzeiro EC | 4 - 1    | Racing Club de Avellaneda | 4 - 0 | 0 - 1  |